# 太田澄元
太田 澄元（おおた ちょうげん、享保6年（1721年） - 寛政7年10月12日（1795年11月23日））は、江戸時代中期の本草学者、医師。岩永玄浩の子。澄玄とも。字は子通、号は大洲、崇広堂。
江戸の代々医者の家に生まれ、母の姓を名乗る。父の玄浩に師事し、本草学を学んだ。その後、江戸幕府の奥医師・多紀氏の医学館である「躋寿館」の教授となった。この講義の記録は『神農本経紀聞』に残されている。著作はこの他にも『本草綱目示蒙』『救荒本草臆断』等がある。